# Kute Lintang (Pegasing)
Kute Lintang is een bestuurslaag in het regentschap Aceh Tengah van de provincie Atjeh, Indonesië. Kute Lintang telt 847 inwoners (volkstelling 2010).